# Vitalization
「Vitalization」（ヴァイタライゼーション）は、水樹奈々の楽曲。水樹が作詞、上松範康が作曲を手掛けている。水樹の29枚目のシングルとして2013年7月31日にキングレコードから発売された。

## 概要
水樹のシングルとしては前作「BRIGHT STREAM」から約1年ぶりのリリースとなる。
本曲は、テレビアニメ『戦姫絶唱シンフォギアG』のオープニングテーマに起用された。タイトルの「Vitalization」は、生命を与える、活性化させるといった意味で、視聴者のバイタルを躍動させたいという想いも込めたという。ちなみにディスクジャケットの錆びたマイクに向かって水樹が歌おうとしている写真は、歌の力で壊れたものを活性化させることがテーマになっている。
曲調は水樹曰く「超ヘビー級の曲」で、ビートの音色はシンフォギア装者の鼓動を表しているという。そのため水樹も「ボクサーの繰り出す重いパンチのような歌」であると述べている。レコーディングでは全体的にテンポが速めであることから仮TDが行われた。なお意思の疎通は電話などの遠距離ではなくスタジオで行なったという。
シングルの2曲目「愛の星」は、アニメーション映画『宇宙戦艦ヤマト2199 第七章』のエンディングテーマに起用され、温かみのあるバラードソング。当初はヤマト自体が壮大なためフルオーケストラにするつもりだったが、作品が群像劇的要素を含むためフルオーケストラにすると先を見越しすぎた楽曲になる可能性があると判断し現行の温かみのある内容に落ち着いたという。
シングルの3曲目「ドラマティックラブ」は、水樹曰く「オトナかわいいダンスポップチューン」で、サビがリフレインするのが印象的である。ちなみに三嶋章夫はデモを聴いた時点でかなり気に入っていたという。

## 収録曲
| #         | タイトル                                                                      | 作詞                 | 作曲                        | 編曲                                  | 時間  |
| --------- | ----------------------------------------------------------------------------- | -------------------- | --------------------------- | ------------------------------------- | ----- |
| 1.        | 「Vitalization」(テレビアニメ『戦姫絶唱シンフォギアG』オープニングテーマ)     | 水樹奈々             | 上松範康（Elements Garden） | 上松範康、菊田大介（Elements Garden） | 3:44  |
| 2.        | 「愛の星」(アニメーション映画『宇宙戦艦ヤマト2199 第七章』エンディングテーマ) | 水樹奈々、吉木絵里子 | 吉木絵里子                  | 藤間仁（Elements Garden）             | 4:33  |
| 3.        | 「ドラマティックラブ」(TOKYO-FM『水樹奈々のMの世界』エンディングテーマ)       | SAYURI               | KOUTAPAI                    | 齋藤真也                              | 3:38  |
| 合計時間: | 合計時間:                                                                     | 合計時間:            | 合計時間:                   | 合計時間:                             | 11:55 |

## 収録アルバム
| 曲名         | アルバム             | 発売日        | 備考                                             |
| ------------ | -------------------- | ------------- | ------------------------------------------------ |
| Vitalization | 『SUPERNAL LIBERTY』 | 2014年4月16日 | 10thオリジナルアルバム、Aufwachen Formとして収録 |
| 愛の星       | 『SUPERNAL LIBERTY』 | 2014年4月16日 | two heartsとして収録                             |

| 曲名         | アルバム           | 発売日        | 備考              |
| ------------ | ------------------ | ------------- | ----------------- |
| Vitalization | 『THE MUSEUM III』 | 2018年1月10日 | 3rdベストアルバム |

### DVD、Blu-ray Disc
| 発売日             | タイトル                                                 | 備考                                                          |
| Vitalization       | Vitalization                                             | Vitalization                                                  |
| ------------------ | -------------------------------------------------------- | ------------------------------------------------------------- |
| 2013年12月11日     | NANA CLIPS 6                                             | 6作目のミュージッククリップ。                                 |
| 2014年5月28日      | NANA MIZUKI LIVE CIRCUS×CIRCUS+×WINTER FESTA             | 13作目のライブ・ビデオ。                                      |
| 2015年1月14日      | NANA MIZUKI LIVE FLIGHT×FLIGHT+                          | 14作目のライブ・ビデオ。                                      |
| 愛の星             |                                                          |                                                               |
| 2013年12月11日     | NANA CLIPS 6                                             | 6作目のミュージッククリップ（宇宙戦艦ヤマト2199特別編集版）。 |
| 2014年5月28日      | NANA MIZUKI LIVE CIRCUS×CIRCUS+×WINTER FESTA             | 13作目のライブ・ビデオ。                                      |
| 2016年9月14日      | NANA MIZUKI LIVE GALAXY -FRONTIER-                       | 17作目のライブ・ビデオ。                                      |
| 2017年11月15日     | NANA MIZUKI LIVE ZIPANGU×出雲大社御奉納公演 〜月花之宴〜 | 19作目のライブ・ビデオ。                                      |
| ドラマティックラブ |                                                          |                                                               |
| 2014年5月28日      | NANA MIZUKI LIVE CIRCUS×CIRCUS+×WINTER FESTA             | 13作目のライブ・ビデオ。                                      |
| 2015年1月14日      | NANA MIZUKI LIVE FLIGHT×FLIGHT+                          | 14作目のライブ・ビデオ。                                      |
| 2017年11月15日     | NANA MIZUKI LIVE ZIPANGU×出雲大社御奉納公演 〜月花之宴〜 | 19作目のライブ・ビデオ。                                      |